# Ansonia platysoma
Espèce
Statut de conservation UICN

 LC  : Préoccupation mineure
Ansonia platysoma est une espèce d'amphibiens de la famille des Bufonidae.

## Répartition
Cette espèce est endémique de Malaisie orientale à Bornéo. Elle se rencontre entre 600 et 1 600 m d'altitude dans le parc du Kinabalu et dans la chaîne des Banjaran Crocker (au sud du mont Kinabalu) dans l'État du Sabah et dans le Parc national du Gunung Mulu dans l'État du Sarawak.
Sa présence est incertaine au Brunei.

## Description
Les mâles mesurent de 21,5 à 22,8 mm et la femelle 24,3 mm.

## Publication originale
- Inger, 1960 : A review of the oriental toads of the genus Ansonia Stoliczka. Fieldiana, Zoology, vol. 39, no 43, p. 473-503 (texte intégral).